# Drugstore
Pour les articles homonymes, voir Drugstore (homonymie).
Ne doit pas être confondu avec Droguerie.
Un drugstore aux États-Unis et au Canada anglais est un établissement commercial comprenant une pharmacie, de la vente de produits divers (tabac, journaux,…) et un service de rafraîchissements et de restauration légère. Ce type d'établissement est ouvert tous les jours et ne ferme que quatre à six heures chaque jour.
On y retrouve :
- un restaurant ou un bar ;
- des articles d'utilité courante comme des journaux, du tabac, des articles de pharmacie, des confiseries ;
- des articles cadeaux comme des livres, des disques, des jouets, des parfums, des articles de luxe, des alcools.

En France, un « drugstore » est un ensemble comprenant un bar, un café-restaurant, divers stands de vente (librairie, pharmacie, journaux, bibelots, produits de beauté, etc.) et parfois une salle de spectacle,. C'est l'ancêtre de ce qu'on appelle plutôt aujourd'hui centre commercial. Le premier établissement de ce genre fut le Drugstore Publicis Champs-Élysées, situé près de l'Arc de triomphe de l'Étoile.
Au Québec, le terme « drugstore » a été remplacé, avec l'adoption de la Loi 101 en 1977, par le terme « pharmacie » et la réalité des pharmacies ne recouvre plus celles des drugstores américains depuis l'avènement de la prohibition en 1919, notamment la législation québécoise y interdit la vente de rafraîchissements, de nourriture, de disques, de tabac, de boissons alcoolisées et d'articles de luxe autres que les parfums et articles de toilette connexes. Cependant, l'éventail de produits dans une pharmacie québécoise est plus étendu que celui d'une pharmacie en Europe. Par contre, le centre commercial ou centre d'achat a fait son apparition au Québec en même temps que les shopping centers aux États-Unis et y est sans rapport avec une pharmacie ou un drugstore.
Aux États-Unis, les drugstores ont perdu le droit de vendre des boissons alcoolisées avec l'avènement de la prohibition en 1919 sans jamais le recouvrer. Un grand nombre de drugstore ont adopté l'appellation plus exacte de pharmacy depuis ce qui est notamment le cas des pharmacies qu'on trouve dans les supermarchés américains.